# Hagedorns Tochter
Hagedorns Tochter ist eine deutsche dreizehnteilige Fernsehserie aus dem Jahr 1994 des ZDF. Für Anja Kling, die in der Titelrolle zu sehen ist, war es der Durchbruch als Schauspielerin.

## Inhalt
Helke Hagedorn lebte die letzten Jahre in Boston. Als sie in ihre Heimat nach Hamburg zurückkehrt, bemerkt sie die roten Zahlen der Firma ihres Vaters Paul Hagedorn, der den Tod seiner Frau immer noch nicht verarbeitet hat und sich deshalb hängen lässt. Seine Tochter, die Betriebswirtschaft studiert hat, beschließt, in Hamburg bei ihrem Vater zu bleiben, und will versuchen, die Firma zu retten, indem sie dem Verkauf an Konkurrent Butenschön mit aller Macht entgegenwirkt.

## Episoden
| Nr. | Episodentitel             | Erstausstrahlung   |
| --- | ------------------------- | ------------------ |
| 1   | Faule Nüsse – Teil 1      | 16. August 1994    |
| 2   | Faule Nüsse – Teil 2      | 16. August 1994    |
| 3   | Das Fossil                | 23. August 1994    |
| 4   | Der Verrat                | 30. August 1994    |
| 5   | Wo der Pfeffer wächst     | 6. September 1994  |
| 6   | Monsieur Dupont           | 13. September 1994 |
| 7   | Liebe in Dosen            | 20. September 1994 |
| 8   | Dr. Helke Hagedorn        | 27. September 1994 |
| 9   | Der König ist tot         | 4. Oktober 1994    |
| 10  | Wehe dem, der liebt       | 11. Oktober 1994   |
| 11  | Traurige Weihnachten      | 18. Oktober 1994   |
| 12  | Gute Vorsätze             | 1. November 1994   |
| 13  | Heiße Herzen – Nasse Füße | 8. November 1994   |

## Veröffentlichungen
Im Juni 1996 wurde von Polydor der Soundtrack der Serie veröffentlicht. 2008 brachte Universal die komplette Serie auf drei DVDs heraus.